# 畑山佳代
畑山 佳代（はたやま かよ、8月29日 - ）は日本の歌手。

## 略歴
神奈川県茅ヶ崎市出身。血液型はA型。東宝芸能学校卒業。
1973年にNHKのヤング101に第四期生として加入。同期生の大原マリ子（のちの佐藤真理子）、石川裕子とともに「アップルズ」を結成して、NHK総合テレビジョンの音楽番組『ステージ101』に1974年3月31日の最終回まで出演した。　同年、アップルズはスリーナッツとして徳間音工より 「髭をそらないで」でレコードデビュー 。
2023年現在はKAYOとして、ジャズからロックまで幅広く歌い、全国のホテル、ライブハウス等にて活躍中。

## 経歴
- 1973年10月 - 1974年3月 NHK総合テレビジョンの『ステージ101』にヤング101のアップルズのメンバーとして出演。
- 1974年 7月 アップルズはスリーナッツとして徳間音工より 「髭をそらないで」でレコードデビュー
- 1977年 キングレコードより「ドクタームー」リリース
- 1980年 - 1984年 ロックグループ「KAYO&MARIカンパニー」を結成
- 1985年 ソロシンガーとして、ホテル・ライブハウス等にて活動開始
- 1987年 6月「銀座ラ・ポーラ」にて初リサイタルを開催
- 1989年 9月 ミュージカル「MOON LIGHT BEAUTY」に出演
- 1990年 7月 B・ブレヒト「戦争ゲーム」で役者に挑戦
- 1991年 5月「赤坂草月ホール」にて佳代コンサートを開催
- 1992年 - 2001年 毎年8月に日比谷シャンテ・サロン・コンサート開催
- 2000年 - ライブハウスを中心に活動
- 2005年 - ロック民謡ユニット活動開始
- 2005年 - VOICEトレーナー活動開始
- 2006年 オリジナルアルバム「Girl in me]リリース
- 2008年 - 『鎌倉メモリアルLIVE』を毎年開催、『KAYOコンサート』各ホールにて開催、九州『光武酒蔵』CMソング
- 2010年 - 『阿佐谷ジャズストリート』に毎年出演
- 2015年 Second Album『Ruby』リリース
- 2016年 - LIVE HOUSE中心に活動

## ディスコグラフィ
- 1974年 「髭をそらないで」 グループ名：スリーナッツ

作詞：なかにし礼 作曲：馬飼野俊一 編曲：馬飼野俊一
C/W 「愛の真実」
作詞：なかにし礼 作曲：馬飼野俊一 編曲：馬飼野俊一
- 1977年 「ドクタームー」 グループ名：ドクタームーとワー・ワー

作詞：くろす雄葉 作曲：杉本真人 編曲：土田治一
C/W 「独身貴族」
作詞：杉紀彦 作曲：杉本真人 編曲：土田治一
- 2006年 「Girl in me」 オリジナルアルバム
- 2015年 「Ruby」 セカンドアルバム